# Amalienbrunnen
Amalienbrunnen ist der Name eines Mineralwassers aus Sömmerda, dessen Quelle seit Ende der 1970er Jahre versiegt ist. Nach diesem Mineralwasser benannt war die Limonade Amalienbrunnen mit Fruchtgeschmack, die unter anderem aus diesem Mineralwasser hergestellt und in der DDR bis Mitte der 1980er Jahre in den Bezirken des späteren Freistaat Thüringen und von Sachsen-Anhalt verkauft wurde.
Es handelte sich um eine klare farblose tonicartige Limonade mit dezentem Fruchtaroma, die zuletzt durch die Braugold-Brauerei Erfurt aus Limonadengrundstoff hergestellt und vertrieben wurde. Als einzige klare Limonade in Thüringen wurde sie Mitte der 1980er Jahre unbeliebt und zunehmend durch die naturtrüben, gefärbten und wesentlich geschmacksintensiveren Limonaden wie Karena ersetzt. Amalienbrunnen mit Fruchtgeschmack gab es ausschließlich in kleinen 250 ml fassenden Pfandflaschen.

## Geschichte
Seit September 1930 wurde in Sömmerda ein hochwertiges Mineralwasser unter Namen „Amalienbrunnen“ gefördert, das durch einen Unternehmer Erich Landgraf in ca. 30 Metern Tiefe erbohrt, auf Flaschen gezogen und mit seiner Firma „Kobersborn“ (hochdeutsch: Korbmachers Brunnen) lokal vertrieben wurde. Das Wasser enthielt vor allem gesundheitlich relevante Konzentrationen von Halogenverbindungen, darunter Iodide, Fluoride und Bromide. Durch Zuckerzusatz und natürliche Fruchtessenzen entstand daraus die klare Limonade „Amalienbrunnen mit Fruchtgeschmack“, die der Verkaufsschlager der Firma war und auch überregional Käufer fand. Die Aromatisierung war sehr dezent und verglichen mit später hergestellten Limonaden von sehr geringer Süße. Sie erinnerte nicht an bestimmte Früchte, sondern war allgemein nur „fruchtig“.
Bis zu Beginn des Zweiten Weltkrieges wurde die Abfüllmenge stetig auf ca. 6 m³ (20.000 Flaschen) täglich angehoben. Im Jahre 1943 erfolgten weitere Bohrungen, die die Fördermenge erhöhen sollten, jedoch kriegsbedingt nicht mehr genutzt werden konnten. Erst Jahre nach dem Krieg wurde die Produktion wieder angefahren und bereits 1956 arbeitete der Betrieb mit staatlicher Beteiligung der Braugold-Brauerei aus Erfurt. Erst im Jahre 1969 wurde die Kapazität durch den Einbau einer neuen Abfüllanlage mit einer Jahresleistung von 2400 bis 4000 m³ erhöht. Mit dem 10. April 1972 wurde die Firma „Kobersborn“ in einen volkseigenen Betrieb umgewandelt und in das Kombinat Braugold integriert. Der Sömmerdaer Zweigbetrieb musste jedoch kurz danach die Arbeiten einstellen, da der Quellstrom aufgrund maßloser Ausbeute abriss, das Wasser trüb wurde und die Quelle ganz versiegte. Der Verlust wurde ein regionales Ärgernis empfunden. Insbesondere wurde auch der Bau einer Straße für die Trübungen verantwortlich gemacht. Weitere Bohrungen wurden jedoch nicht unternommen, das Betriebsgelände wurde darauf gastronomisch genutzt.
Die klare Limonade „Amalienbrunnen mit Fruchtgeschmack“ wurde noch einige Jahre als Getränkekonzentrat hergestellt und vertrieben, sank jedoch ähnlich wie die Fassbrause in der Gunst der Käufer, da sich der bevorzugte Geschmack in Richtung natürlicher Säfte und Saftlimonaden sowie Tonic-Water mit echtem Chinin zum Mischen mit Alkoholika geändert hatte. Nach dem Herunterfahren der Produktion war in Thüringen bis zur Wende keine klare farblose Limonade mehr erhältlich.

## Preis
Der Verkaufspreis war für die Packungsgröße verbindlich festgesetzt und wurde nie geändert:
- EVP 0,12 M (0,25-l-Flasche)

## Amalienbrunnen heute
Auch heute sind noch Getränke unter diesem Namen erhältlich, die jedoch auf andere Quellen gleichen Namens zurückgehen und mit dieser Limonade nichts zu tun haben.